# Koos Vorrink
Jacobus Jan (Koos) Vorrink (Vlaardingen, 7 juni 1891 – Amsterdam, 19 juli 1955) was een Nederlandse politicus. Hij was voorzitter van de Arbeiders Jeugd Centrale (AJC), de SDAP en de Partij van de Arbeid.

## Loopbaan
Na zijn opleiding ULO en Rijkskweekschool werd hij onderwijzer in Vlaardingen en later in Amsterdam. In 1920 ging hij werken voor de AJC, de socialistische jeugdbeweging. In 1927 werd hij landelijk voorzitter van de AJC. Voor de AJC schreef hij talloze brochures. Van 1934 tot 1946 was hij voorzitter van de SDAP en vanaf 1935 ook Eerste Kamerlid voor de SDAP. Vanaf 1946 was hij de eerste voorzitter van de Partij van de Arbeid en tot 1954 Tweede Kamerlid. Vorrink was een meeslepend redenaar, die het woord voerde op talrijke socialistische bijeenkomsten en betogingen.
Tijdens de Tweede Wereldoorlog zat hij in het verzet. Kort na de Nederlandse capitulatie in mei 1940 was Vorrink al ondergedoken. In eerste instantie had hij nog geprobeerd op het laatste moment vanuit IJmuiden per schip naar Engeland te vertrekken, maar hij zag het schip voor zijn neus wegvaren. Zijn vrouw was bang dat hij zichzelf zou doden.
Na de gelijkschakeling van de Nederlandse pers onmiddellijk na de capitulatie, probeerde hij meerdere malen een ondergronds blad op te zetten. Alle pogingen mislukten echter, tot hij Frans Goedhart tegenkwam; uit de samenwerking met deze journalist ontstond in 1941 het illegale blad Het Parool. In 1942 was hij betrokken bij het Nationaal Comité, een groep van belangrijke politici en zakenlui die plannen maakte voor een tijdelijke overgangsregering na het verdwijnen van de Duitsers. Via geheime agenten - onder andere Ernst de Jonge - was Vorrink door de Nederlandse regering in ballingschap in 1942 al tweemaal verzocht de overtocht naar Engeland te maken, maar hij achtte zich in Nederland onvervangbaar - wat in Engeland niet het geval zou zijn.
Hoewel Vorrink heel voorzichtig en daardoor moeilijk bereikbaar was, wist de V-man Anton van der Waals hem op te sporen en zijn vertrouwen te winnen. Van der Waals deed zich voor als een geheim agent uit Londen. De SDAP-voorman verstrekte hem tal van vertrouwelijke gegevens, zoals overzichten van verzets- en spionagegroepen waarmee hij contact onderhield en de samenstelling van het Nationaal Comité. Vorrink werd uiteindelijk op 1 april 1943 op het stationsplein in Eindhoven samen met partijgenoot Levinus van Looi gearresteerd door de Sicherheitsdienst. In de uren en dagen daarna pakten de Duitsers veel van zijn medestanders op.
Niemand uit de groep-Vorrink werd berecht. Zij werden opgesloten in het gijzelaarskamp in het Noord-Brabantse Haaren en werden aanvankelijk relatief goed behandeld. Mogelijk waren de Duitsers bang dat de executie van een aantal politieke bekendheden niet goed zou vallen bij het publiek, of beschouwden zij Vorrink en de zijnen als ruilobjecten bij een eventuele compromisvrede aan het einde van de oorlog. In april 1944 werd Vorrink op transport gezet naar het concentratiekamp Sachsenhausen, waar hij in april 1945 werd bevrijd.
Op 17 januari 1949 raakte Vorrink ernstig gewond bij een vliegtuigongeluk aan de Oostzee bij Denemarken. De twee bemanningsleden kwamen om het leven. Vorrink was de enige passagier. Pas na een half jaar kwam hij, vrijwel genezen, weer uit Denemarken terug.
Bij zijn officiële aftreden als partijvoorzitter (hij werd wegens ziekte sinds 1953 als partijvoorzitter waargenomen door Hein Vos) eerde de PvdA Vorrink bij het congres in februari 1955 met de oprichting van het Koos Vorrink Instituut, een wetenschappelijk bureau gericht op buitenlandse politieke vraagstukken. Het instituut, dat in 1956 van start ging, gaf rapporten uit en organiseerde jaarlijks een congres met name gericht op Europese integratie. In 1973 werd het instituut vanuit kostenoverwegingen ingevoegd bij de Wiardi Beckman Stichting. Bij hetzelfde congres in 1955 bood de VARA een buste van Vorrink aan gemaakt door Cor van Kralingen.
In november 2015 kwam in de openbaarheid hoe een groep conservatieven, onder wie Erik Hazelhoff Roelfzema en oud-premier Pieter Gerbrandy, als onderdeel van een staatsgreep van plan waren om in 1947 een moordaanslag op Vorrink uit te voeren.
Koos Vorrink was de vader van PvdA-minister Irene Vorrink en de grootvader van softdrugsactivist Koos Zwart.